# Andreas Beck (calciatore)
Andreas Beck (Kemerovo, 13 marzo 1987) è un ex calciatore tedesco, di ruolo difensore.

## Carriera

### Club
Beck cresce nelle giovanili dello Stoccarda e per una stagione gioca con la squadra riserve, per poi esordire in Bundesliga l'11 febbraio 2006 contro l'Arminia Bielefeld; la stagione successiva, il 27 ottobre 2006, segna anche il primo gol in campionato nella vittoria per 1-0 contro il Bayer Leverkusen.
Il 4 luglio 2008 viene acquistato dall'Hoffenheim, squadra neopromossa in Bundesliga.
Il 4 luglio 2015 viene acquistato dal Beşiktaş.

### Nazionale
Il 5 febbraio 2009 debutta con la nazionale maggiore tedesca contro la Norvegia.
Con l'Under 21 partecipa agli Europei 2009 dove segna la rete dell'1-0 contro l'Italia in semifinale.

## Statistiche

### Presenze e reti nei club
Statistiche aggiornate al 16 gennaio 2022.
| Stagione            | Squadra             | Campionato          | Campionato | Campionato | Coppe nazionali | Coppe nazionali | Coppe nazionali | Coppe continentali | Coppe continentali | Coppe continentali | Altre coppe | Altre coppe | Altre coppe | Totale | Totale |
| Stagione            | Squadra             | Comp                | Pres       | Reti       | Comp            | Pres            | Reti            | Comp               | Pres               | Reti               | Comp        | Pres        | Reti        | Pres   | Reti   |
| ------------------- | ------------------- | ------------------- | ---------- | ---------- | --------------- | --------------- | --------------- | ------------------ | ------------------ | ------------------ | ----------- | ----------- | ----------- | ------ | ------ |
| 2005-2006           | Stoccarda II        | RL                  | 12         | 1          | -               | -               | -               | -                  | -                  | -                  | -           | -           | -           | 12     | 1      |
| 2006-2007           | Stoccarda II        | RL                  | 11         | 0          | -               | -               | -               | -                  | -                  | -                  | -           | -           | -           | 11     | 0      |
| Totale Stoccarda II | Totale Stoccarda II | Totale Stoccarda II | 23         | 1          |                 | -               | -               |                    | -                  | -                  |             | -           | -           | 23     | 1      |
| 2005-2006           | Stoccarda           | BL                  | 5          | 0          | CG              | 0               | 0               | CU                 | 1                  | 0                  | -           | -           | -           | 6      | 0      |
| 2006-2007           | Stoccarda           | BL                  | 4          | 0          | CG              | 1               | 0               | -                  | -                  | -                  | -           | -           | -           | 5      | 0      |
| 2007-2008           | Stoccarda           | BL                  | 18         | 1          | CG              | 3               | 0               | UCL                | 2                  | 0                  | SG          | 1           | 0           | 24     | 1      |
| 2008-2009           | Hoffenheim          | BL                  | 30         | 0          | CG              | 2               | 0               | -                  | -                  | -                  | -           | -           | -           | 32     | 0      |
| 2009-2010           | Hoffenheim          | BL                  | 25         | 0          | CG              | 1               | 0               | -                  | -                  | -                  | -           | -           | -           | 26     | 0      |
| 2010-2011           | Hoffenheim          | BL                  | 33         | 0          | CG              | 4               | 0               | -                  | -                  | -                  | -           | -           | -           | 37     | 0      |
| 2011-2012           | Hoffenheim          | BL                  | 31         | 1          | CG              | 4               | 0               | -                  | -                  | -                  | -           | -           | -           | 35     | 1      |
| 2012-2013           | Hoffenheim          | BL                  | 31+2       | 1          | CG              | 1               | 0               | -                  | -                  | -                  | -           | -           | -           | 34     | 1      |
| 2013-2014           | Hoffenheim          | BL                  | 33         | 1          | CG              | 4               | 0               | -                  | -                  | -                  | -           | -           | -           | 37     | 1      |
| 2014-2015           | Hoffenheim          | BL                  | 33         | 0          | CG              | 3               | 0               | -                  | -                  | -                  | -           | -           | -           | 36     | 0      |
| Totale Hoffenheim   | Totale Hoffenheim   | Totale Hoffenheim   | 216+2      | 3          |                 | 19              | 0               |                    | -                  | -                  |             | -           | -           | 237    | 3      |
| 2015-2016           | Beşiktaş            | SL                  | 32         | 0          | CT              | 4               | 0               | UEL                | 6                  | 0                  | -           | -           | -           | 42     | 0      |
| 2016-2017           | Beşiktaş            | SL                  | 17         | 0          | CT              | 4               | 1               | UCL+UEL            | 6+2                | -                  | ST          | 1           | 0           | 30     | 1      |
| lug.-ago. 2017      | Beşiktaş            | SL                  | 3          | 0          | CT              | -               | -               | UCL                | -                  | -                  | ST          | 1           | 0           | 4      | 0      |
| Totale Beşiktaş     | Totale Beşiktaş     | Totale Beşiktaş     | 52         | 0          |                 | 8               | 1               |                    | 14                 | 0                  |             | 2           | 0           | 76     | 1      |
| ago. 2017-2018      | Stoccarda           | BL                  | 23         | 1          | CG              | 2               | 0               | -                  | -                  | -                  | -           | -           | -           | 25     | 1      |
| 2018-2019           | Stoccarda           | BL                  | 24         | 0          | CG              | 0               | 0               | -                  | -                  | -                  | -           | -           | -           | 24     | 0      |
| Totale Stoccarda    | Totale Stoccarda    | Totale Stoccarda    | 74         | 2          |                 | 6               | 0               |                    | 3                  | 0                  |             | 1           | 0           | 84     | 2      |
| 2019-2020           | Eupen               | D1                  | 27         | 1          | CB              | 1               | 0               | -                  | -                  | -                  | -           | -           | -           | 28     | 1      |
| 2020-2021           | Eupen               | D1                  | 19         | 0          | CB              | 1               | 0               | -                  | -                  | -                  | -           | -           | -           | 20     | 0      |
| 2021-2022           | Eupen               | D1                  | 20         | 1          | CB              | 2               | 0               | -                  | -                  | -                  | -           | -           | -           | 22     | 1      |
| Totale Stoccarda    | Totale Stoccarda    | Totale Stoccarda    | 66         | 2          |                 | 4               | 0               |                    | -                  | -                  |             | -           | -           | 70     | 2      |
| Totale carriera     | Totale carriera     | Totale carriera     | 433        | 8          |                 | 37              | 1               |                    | 17                 | 0                  |             | 3           | 0           | 490    | 9      |

### Cronologia presenze e reti in nazionale
| Cronologia completa delle presenze e delle reti in nazionale ― Germania | Cronologia completa delle presenze e delle reti in nazionale ― Germania | Cronologia completa delle presenze e delle reti in nazionale ― Germania | Cronologia completa delle presenze e delle reti in nazionale ― Germania | Cronologia completa delle presenze e delle reti in nazionale ― Germania | Cronologia completa delle presenze e delle reti in nazionale ― Germania | Cronologia completa delle presenze e delle reti in nazionale ― Germania | Cronologia completa delle presenze e delle reti in nazionale ― Germania |
| Data                                                                    | Città                                                                   | In casa                                                                 | Risultato                                                               | Ospiti                                                                  | Competizione                                                            | Reti                                                                    | Note                                                                    |
| ----------------------------------------------------------------------- | ----------------------------------------------------------------------- | ----------------------------------------------------------------------- | ----------------------------------------------------------------------- | ----------------------------------------------------------------------- | ----------------------------------------------------------------------- | ----------------------------------------------------------------------- | ----------------------------------------------------------------------- |
| 11-2-2009                                                               | Düsseldorf                                                              | Germania                                                                | 0 – 1                                                                   | Norvegia                                                                | Amichevole                                                              | -                                                                       |                                                                         |
| 28-3-2009                                                               | Lipsia                                                                  | Germania                                                                | 4 – 0                                                                   | Liechtenstein                                                           | Qual. Mondiali 2010                                                     | -                                                                       |                                                                         |
| 1-4-2009                                                                | Cardiff                                                                 | Galles                                                                  | 0 – 2                                                                   | Germania                                                                | Qual. Mondiali 2010                                                     | -                                                                       |                                                                         |
| 9-9-2009                                                                | Hannover                                                                | Germania                                                                | 4 – 0                                                                   | Azerbaigian                                                             | Qual. Mondiali 2010                                                     | -                                                                       |                                                                         |
| 14-10-2009                                                              | Amburgo                                                                 | Germania                                                                | 1 – 1                                                                   | Finlandia                                                               | Qual. Mondiali 2010                                                     | -                                                                       |                                                                         |
| 18-11-2009                                                              | Gelsenkirchen                                                           | Germania                                                                | 2 – 2                                                                   | Costa d'Avorio                                                          | Amichevole                                                              | -                                                                       |                                                                         |
| 13-5-2010                                                               | Aquisgrana                                                              | Germania                                                                | 3 – 0                                                                   | Malta                                                                   | Amichevole                                                              | -                                                                       |                                                                         |
| 11-8-2010                                                               | Copenaghen                                                              | Danimarca                                                               | 2 – 2                                                                   | Germania                                                                | Amichevole                                                              | -                                                                       |                                                                         |
| 17-11-2010                                                              | Göteborg                                                                | Svezia                                                                  | 0 – 0                                                                   | Germania                                                                | Amichevole                                                              | -                                                                       |                                                                         |
| Totale                                                                  |                                                                         | Presenze                                                                | 9                                                                       |                                                                         | Reti                                                                    | 0                                                                       |                                                                         |

## Palmarès

### Club

#### Competizioni nazionali
- Campionato tedesco: 1

Stoccarda: 2006-2007
- Campionato turco: 2

Beşiktaş: 2015-2016, 2016-2017

### Nazionale
- Campionato europeo di calcio Under-21: 1

2009

### Individuale
- Selezione UEFA dell'Europeo Under-21: 1

Svezia 2009